# Margareta Gard
Anna Margareta Gard, född Byström 19 oktober 1928 i Järna församling i Kopparbergs län, död 25 december 2022 i Grangärde distrikt i Dalarnas län, var en svensk moderat politiker, som mellan 1979 och 1994 var riksdagsledamot för Kopparbergs läns valkrets.